# دره جوزار
دره جوزار یا درهٔ جوزار از روستاهای دهستان رودبار قصران بخش رودبار قصران شهرستان شمیران استان تهران ایران است.

## جمعیت
جمعیت این روستا بر اساس سرشماری سال ۱۳۸۵ حدود ۱۰ نفر در ۳ خانوار بوده‌است؛ که قطعاً تا کنون تغییر یافته‌است.